# Utvisningsbås

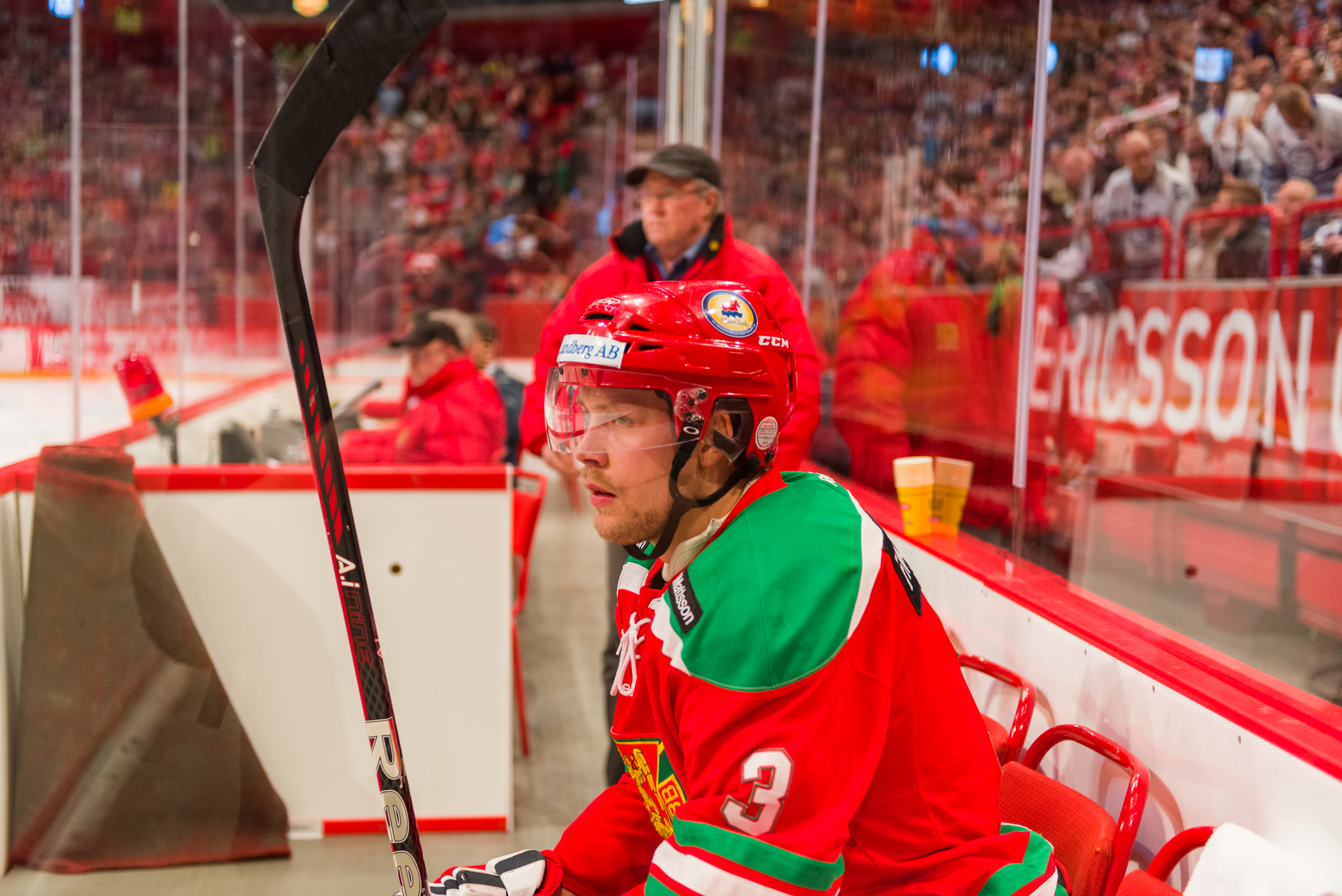
Utvisad ishockeyspelare i Globen.

Ett utvisningsbås, populärt kallat syndabås, är i bland annat ishockey det bås där en utvisad spelare uppehåller sig under sin utvisningstid. Även i andra sporter, exempelvis bandy, innebandy och rugby, förekommer fenomenet, men i exempelvis rugby handlar det snarare om en bänk och inte ett bås.

### Fotnoter
1. ↑  Olof B. Österberg (3 december 2005). ”Dubbelutvisning nådastöt för Bajen”. Svenska dagbladet. http://www.svd.se/dubbelutvisning-nadastot-for-bajen. Läst 27 mars 2016.